# Lake Providence
Lake Providence es un pueblo situado en la parroquia de East Carroll, Luisiana, Estados Unidos. Tiene una población estimada, a mediados de 2021, de 3759 habitantes.
Es la sede de la parroquia.

## Geografía
La localidad está ubicada en las coordenadas 32°48′7″N 91°10′31″O / 32.80194, -91.17528. Según la Oficina del Censo de los Estados Unidos, tiene una superficie total de 9.36 km², de la cual 9.31 km² corresponden a tierra firme y 0.05 km² están cubiertos de agua.

## Demografía

### Censo de 2020
Según el censo de 2020, en ese momento había 3587 personas residiendo en la localidad. La densidad de población era de 385.28 hab./km².
| Raza                   | Núm. | Porc.   |
| ---------------------- | ---- | ------- |
| Afroamericanos         | 2899 | 80.82 % |
| Blancos                | 597  | 16.64 % |
| Asiáticos              | 4    | 0.11 %  |
| De otras razas         | 7    | 0.20 %  |
| De una mezcla de razas | 80   | 2.23 %  |
| Total                  | 3587 | 100 %   |

Del total de la población, el 0.84 % eran hispanos o latinos de cualquier raza.

### Censo de 2010
Según el censo de 2010, en ese momento había 3991 personas residiendo en Lake Providence. La densidad de población era de 426.26 hab./km². El 16.76 % de los habitantes eran blancos, el 80.91 % eran afroamericanos, el 0.2 % eran amerindios, el 0.98 % eran asiáticos, el 0 % eran isleños del Pacífico, el 0.45 % eran de otras razas y el 0.7 % eran de una mezcla de razas. Del total de la población, el 1.33 % eran hispanos o latinos de cualquier raza.